# Дисхидия
Дисхидия (лат. Dischidia) — род растений семейства Кутровые (Apocynaceae), естественно произрастающий в регионах от тропической и субтропической Азии до западной части Тихого океана.

## Название
Родовое латинское название Dischidia происходит от греческого слова dischides, что означает «расколотый надвое», и связано с апикально раздвоенной коронкой стебля.

## Ботаническое описание
Представители рода — травянистые эпифиты или эпилиты. Стебли и ветви мясистые, обычно поднимающиеся с помощью придаточных корней, иногда также вьющиеся или свисающие. Листья супротивные или частично собраны в мутовки по 3 или 4, мясистые, иногда растения бывают безлистными.

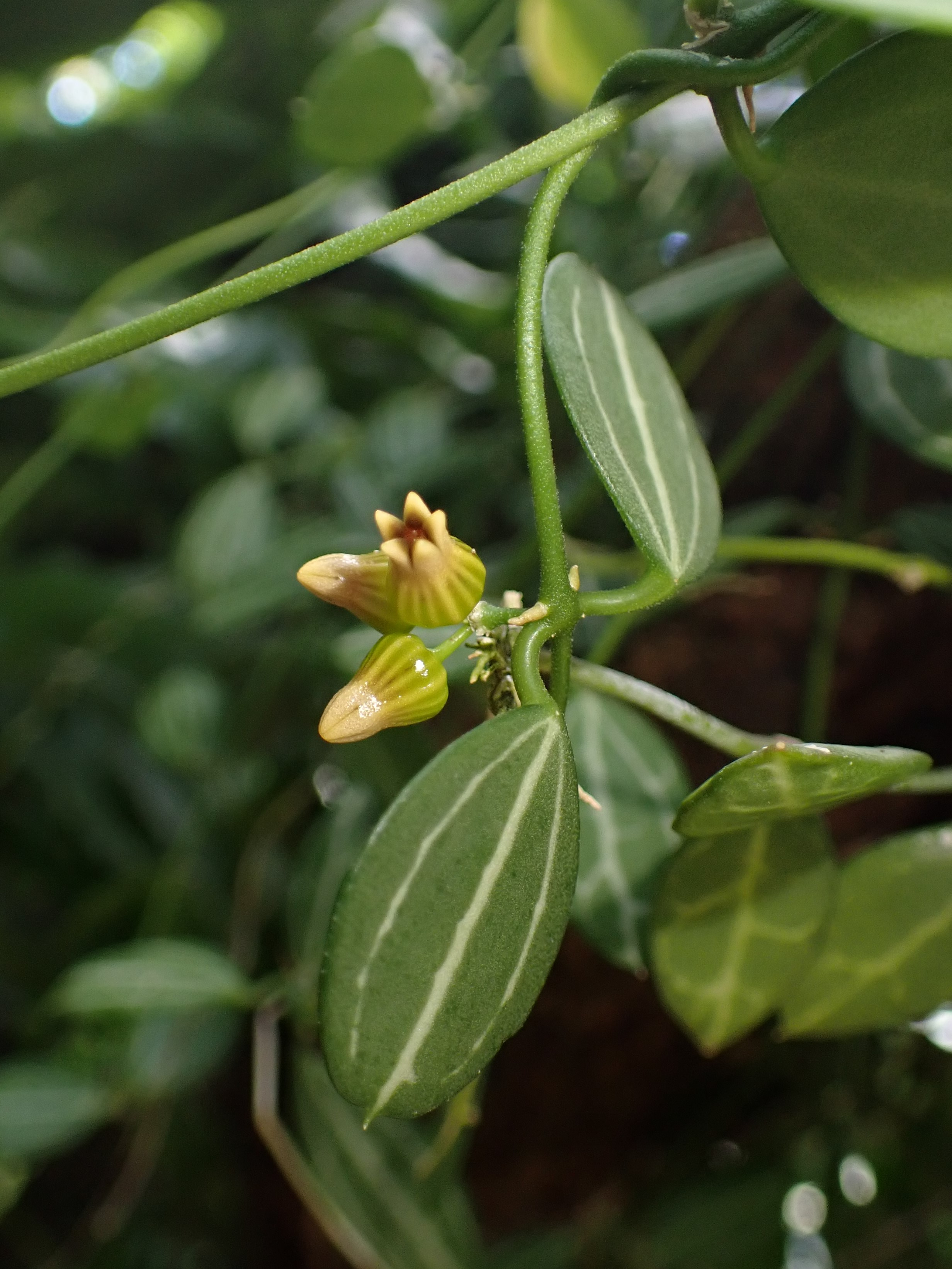
Цветки Dischidia ovata

Соцветия внепазушные, небольшие; стержень толстый, часто разветвленный и со временем удлиняющийся, образующий ряд часто зонтиковидных групп цветков. Цветки преимущественно очень мелкие. Чашечка с 5 базальными железами. Венчик может быть белого, красного или фиолетового цвета, яйцевидной или кувшинчатой формы, с узким зевом, мясистый; доли в бутоне клапанообразные, короткие, часто волосистые. Долей венчика пять, тонких, прикрепленных к гиностегию, они прямостоячие или восходящие, с цельной, выемчатой верхушкой, имеющей два расщепа или загнутые назад окончания. Пыльники прямостоячие, с апикальной мембраной, покрывающей головку рыльца; поллинии по две на поллинарий, с полупрозрачным краем, каудикулы утолщены на верхушке и прямостоячие. Плоды — листовки, которые могут быть ланцетными или цилиндрическими.

## Распространение
Род произрастает на следующих территориях: Андаманские острова, Ассам, Бангладеш, архипелаг Бисмарка, Борнео, Камбоджа, Каролинские острова, юго-центральный и юго-восточный Китай, Восточные Гималаи, Хайнань, Ява, Лаос, Малые Зондские острова, Молуккские острова, Марианские острова, Мьянма, Непал, Новая Каледония, Новая Гвинея, Никобарские острова, Филиппины, Квинсленд, острова Санта-Крус, Соломоновы острова, Сулавеси, Суматра, Тайвань, Таиланд, Вануату, Вьетнам.
Вымер на территории Шри-Ланки.

## Таксономия
Dischidia R.Br., первое упоминание в Prodr. Fl. Nov. Holland. : 461 (1810).

### Синонимы
- Collyris Vahl
- Conchophyllum Blume
- Dolichostegia Schltr.
- Hoyella Ridl.
- Leptostemma Blume
- Spathidolepis Schltr.

### Виды
Согласно данным сайта WFO Plant List на июнь 2024 года, род включает 115 видов (ещё 28 таксонов находятся в статусе рассмотрения):
- Dischidia aberrans Schltr.
- Dischidia acuminata Costantin
- Dischidia acutifolia Maingay ex Hook.f.
- Dischidia albida Griff.
- Dischidia albiflora Griff.
- Dischidia alternans Schltr.
- Dischidia amphorantha K.Schum. & Lauterb.
- Dischidia angustifolia Miq.
- Dischidia antennifera Becc.
- Dischidia asperifolia Schltr.
- Dischidia astephana Scort. ex King & Gamble
- Dischidia atropurpurea Schltr.
- Dischidia australis Y.Tsiang & P.T.Li
- Dischidia bengalensis Colebr. — Дисхидия бенгальская
- Dischidia bisetulosa O.Schwartz
- Dischidia boholensis (Schltr.) Livsh.
- Dischidia bulacanensis Kloppenb., G.Mend. & Ferreras
- Dischidia calva Kerr
- Dischidia chinensis Champ. ex Benth.
- Dischidia cleistantha Livsh. — Дисхидия клейстоцветная
- Dischidia clemensiae Schltr.
- Dischidia cochleata Blume
- Dischidia cominsii Hemsl.
- Dischidia complex Griff.
- Dischidia cornuta Livsh.
- Dischidia crassifolia Zipp. ex Schltr.
- Dischidia crassula Schltr.
- Dischidia cyclophylla Schltr.
- Dischidia cylindrica W.W.Sm.
- Dischidia dasyphylla Schltr.
- Dischidia deschampsii King & Gamble
- Dischidia digitiformis Becc.
- Dischidia dohtii T.B.Tran & Livsh.
- Dischidia dolichantha Schltr.
- Dischidia elmei Schltr.
- Dischidia ericiflora Becc.
- Dischidia formosana Maxim.
- Dischidia fruticulosa Ridl.
- Dischidia galactantha K.Schum.
- Dischidia gibbifera Schltr.
- Dischidia griffithii Hook.f.
- Dischidia hahliana Volkens
- Dischidia hirsuta (Blume) Decne. — Дисхидия жестковолосая
- Dischidia hollrungii Warb. ex K.Schum. & Lauterb.
- Dischidia hoyella Omlor
- Dischidia imbricata (Blume) Steud.
- Dischidia immortalis Guillaumin
- Dischidia indragirensis Schltr.
- Dischidia insularis Schltr.
- Dischidia khasiana Hook.f.
- Dischidia lanceolata (Blume) Decne.
- Dischidia lancifolia Merr.
- Dischidia latifolia (Blume) Decne.
- Dischidia lauterbachii K.Schum.
- Dischidia listerophora Schltr.
- Dischidia litoralis Schltr.
- Dischidia longe-pedunculata Ridl.
- Dischidia longiflora Becc.
- Dischidia longifolia Becc.
- Dischidia major (Vahl) Merr.
- Dischidia maxima Koord.
- Dischidia melanesica Fosberg
- Dischidia meleagridiflora O.Schwartz
- Dischidia merrillii Schltr.
- Dischidia micholitzii N.E.Br.
- Dischidia micrantha Becc.
- Dischidia milnei Hemsl.
- Dischidia neurophylla Lauterb. & K.Schum.
- Dischidia nicobarica Didr.
- Dischidia nummularia R.Br. — Дисхидия монетолистная
- Dischidia obovata Decne.
- Dischidia oiantha Schltr. — Дисхидия Ойнта
- Dischidia ovata Benth. — Дисхидия яйцевидная
- Dischidia oxyphylla Miq.
- Dischidia parvifolia Ridl.
- Dischidia peltata Blume
- Dischidia picta Blume
- Dischidia platyphylla Schltr.
- Dischidia polilloensis Kloppenb.
- Dischidia polyphylla Ridl.
- Dischidia puberula Decne.
- Dischidia pubescens Ridl.
- Dischidia punctata (Blume) Decne.
- Dischidia purpurea Merr.
- Dischidia quinquangularis Schltr.
- Dischidia reniformis Schltr.
- Dischidia retusa Becc.
- Dischidia rhodantha Ridl.
- Dischidia rimicola Kerr
- Dischidia rosea Schltr.
- Dischidia roseo-flavida Schltr.
- Dischidia rumphii Miq.
- Dischidia ruscifolia Decne. ex Becc.
- Dischidia saccata Warb.
- Dischidia sagittata (Blume) Decne.
- Dischidia sarasinorum Warb.
- Dischidia scortechinii King & Gamble
- Dischidia singaporensis Ridl.
- Dischidia singularis Craib
- Dischidia soronensis Becc.
- Dischidia spironema Turcz.
- Dischidia squamulosa Becc.
- Dischidia striata Schltr.
- Dischidia subulata Warb.
- Dischidia superba Rintz
- Dischidia tjidadapensis Bakh.f.
- Dischidia tomentella Ridl.
- Dischidia tonkinensis Costantin
- Dischidia tonsuensis T.Green & Kloppenb.
- Dischidia torricellensis (Schltr.) P.I.Forst.
- Dischidia tricholoba Kerr
- Dischidia trichostemma Schltr.
- Dischidia truncata (Blume) Decne.
- Dischidia vadosa Rintz
- Dischidia vidalii Becc. — Дисхидия рускусолистная